# بيلي ويست
ويليام ريتشارد «بيلي ويست» هو ممثل صوتي أمريكي، ومغني، وكوميدي، وومسيقار ومذيع سابق، ولد بيلي ويست في 16 أبريل سنة 1952 وكان بيلي ويست من ابرز الممثلين الصوتيين منذ القدم. فقد شارك بيلي ويست في عدة مجالات مختلفة. وقام بالتمثيل في الأفلام وفي اذاعة الراديوا والمسلسلات والبرامج. وكانت لبيلي ويست مشاركات عديده في مختلف المجالات في التمثيل الصوتي مثل التمثيل الصوتي في مسلسل رن هوك (الموسم 3 ومابعده) ومسلسل ستيمبسون (ستيمبتي). مثل صوت القطه في مسلسل رن هوك وستيمبسون، وكذلك صوت دوغ فاني وروجر كلوتز في مسلسل دوغ، وفيليب جي فراي الأستاذ فارنسورث والدكتور زويبديرغ وزاب برانيغيان والكثير من ذلك في مسلسل فوتثورما. كما مثل بيلي ويست في كما ادى ويست دور الممثل الصوتي في أعلان الشوكولاته الحمراء في أم أند أم والطنين ونحل عسل الجوز تشيريوس وغيرهما. واضافةً إلى صوته الأصلي، فقد مثل صوت باغز بيني، وإلمر فاد، وشاجي روجيرز، وبوب أي، ونقار الخشب وودي. وقد قام بيلي ويست أيضا بأداء شخصيات مختلفه أخرى فلم يقتصر على الاعلانات فقط. كما كان بيلي ويست أيضا عضو في برنامج هوارد ستيرن، لاري الجميله.وأشير إلى تمثيل بيلي إلى انه من المضحكين الثلاثة.

## حياته مؤخرا
ولد ويليام ريتشارد ويست في ديترويت ونشأ في حي روسلاندل في مدينة بوسطن. وفي أواخر عام 1960-1970كان لديه العديد من الأعمال في في فرق متنوعة ومختلفة. وكانت بداية عمله في الاذاعه عام 1980. كان رزين منذ ان كان عمره 35 وهو نباتي الأكل.

## مسيرته المهنيه
بدا بيلي ويست مبكراً في مجالات كثيرة في التمثيل، كما عمل ويست كمذيع يومي على الهواء مباشرة في برنامج الفراش الكبير والذي كان في إذاعه «وبنس» في بوسطن. وبعد ذلك نقل لمدينه نيويورك في أمريكا ليعمل في إذاعه «كي- روك» عام 1988. فقد اعتاد بيلي ويست على ان يقدم في برنامج «ذا هورد ستيرن» حتى ذلك الوقت.وغادر البرنامج في عام 1995. ثم انتقل بيلي ويست إلى لوس انجلوس الامريكيه حيث وجد نجاحه كممثل صوتي في مدينه لوس انجلوس.

### أعماله في التلفاز
كانت انطلاقة حياته المهنية في أوائل سنة 1980 عندما كان يؤدي يوميات كوميدية على إحدى إذاعات الراديو السمعيه في بوسطن الامريكيه وهي أيضا من المجالات التي ابدع بها بيلي ويست. غادر بيلي ويست محطة الإذاعة كمذيع صوتي في بوسطن سنة 1988 ليعمل لمده قصيرة في برنامج 'باني اند سيسلحيث كان أول دور له على شاشه التلفاز كممثل في دور أساسي. كما كان بيلي ويست عضوا من طاقم الممثلين في برنامج «ذا هورد ستيرن» في سنة 1990. كما حصل بيلي ويست على وسام لعمله في برنامج «ثري ستوجيز ميدلمين لاري فاين». ومن أبرز أعمال بيلي ويست في مسيرته المهنيه للأفلام كان فيلم سبيس جام في سنة 1996 .

#### مسلسل "فيوتشرما

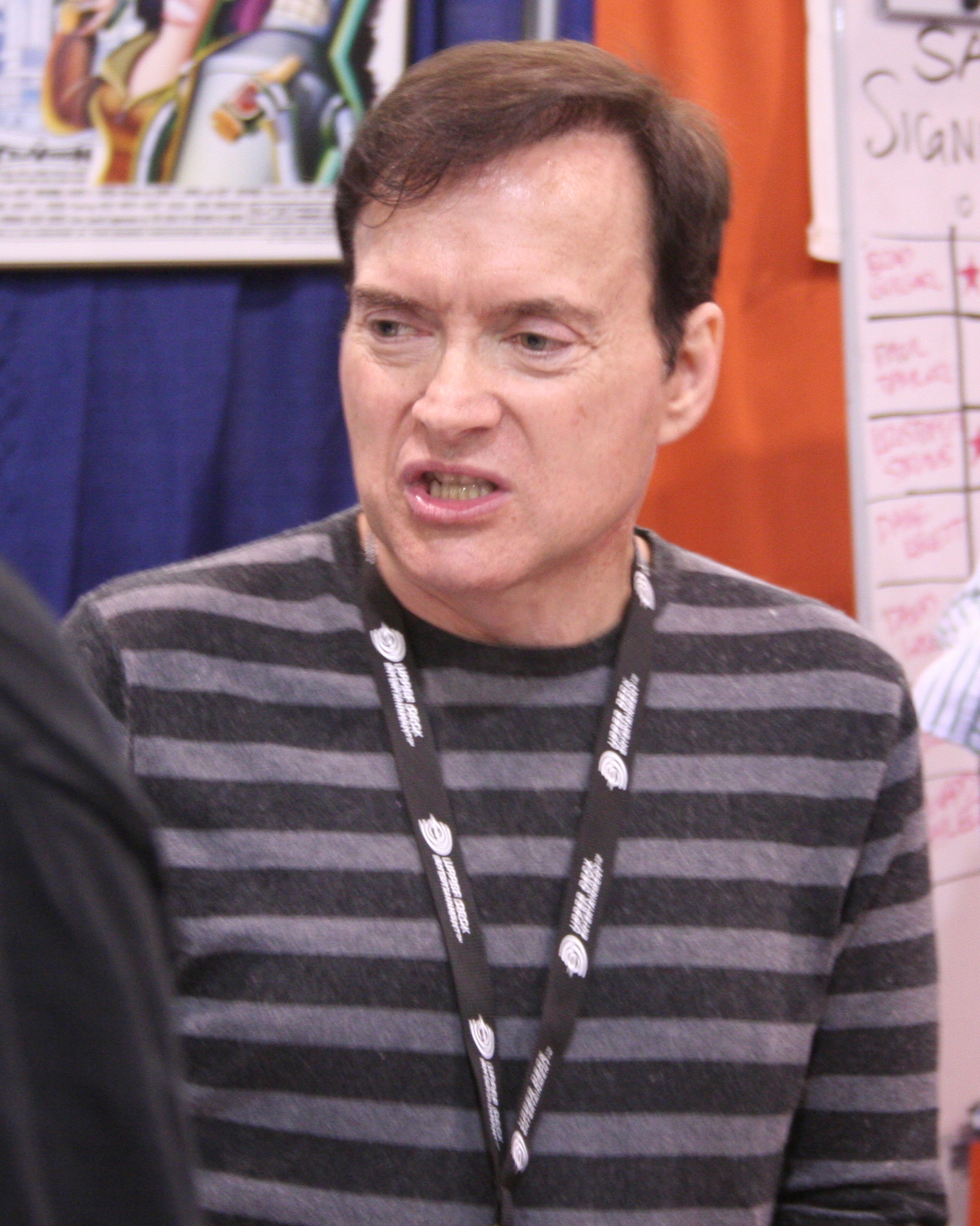

قام وبيلي ويست بالتمثيل في المسلسلات كما كان دوربيلي ويست في مسلسل فيوتشرما يشتمل ادوار متعدده مثل: فيليب جيه فراي، أستاذ فارنسورث الدكتور زوادبيرج وزاب برانيغان. ويتضمن العديد من الشخصيات النثريه في هذا المسلسل كما علق بيل ويست وطاقم التمثيل على اقراص الدي في دي لمسلسل فيوتشرمار مثل الكثير من الصوتيات لشخصيات متنوعة ومختلفة في اغلب المسلسلات. كما عقد بين شخصيات كان ممثلها الصوتي الرئيسي. شخصيات رئيسية كان ممثلها الصوتي ونشر هذا المسلسل على اقراص الدي في دي. وفي نهاية المسلسل ذهب بيلي ويست لأداء دورواحد «جزء فقط» لتجربة الأداء وقال عن تمثيله الدكتور زوادبيرج وزاب براناقان لن يمثل الادوار غيره. واخذ في هذا المسلسل دور فراي والذي ينسب لشارلي شلاتر فلم يقم بتجربة أي دور غيره. بينما يعرف بيلي ويست بأعماله العديدة المختلفة وميزة صوته. تمثيل بيلي ويست الصوتي مميزاً لشخصيه فيليب جي يعترف بيلي ويست انه انهى المسلسل بشكل هادف ومميز لجعله صعباً ليحل محل نفسه شخصيا. (دي في دي التعليق).تم إنشاء دور زاب برانيغان لفيل هارتمان، لكنه توفي قبل بدء العرض، وأعطى بيلي ويست الدور بشكل كامل. وقد وصف بيلي ويست تفسيره للصوت زاب برانيغان باعتبارها تقليد هارتمان في المسلسل، ولكن وصف الالفاض الفعلية للحرف بأنها تستند إلى «بضعة مذيعات البكم كبيرة كنت أعرف». تم تجديد مسلسل فوتثرما التي كتبها كوميدي سنترال كأربعة أفلام مباشرة إلى دي في دي والذي قسم إلى 16 حلقة تلفزيونية. كرر بيلي ويست أدواره لهذه الأفلام، وقد وقعت لمدة موسمين وإنتاج 26 حلقة جديدة (أربعة مواسم 13 حلقة مباشره) من مسلسل فوتثرما التي بثت في الصيف من عام 2010حتى عام 2013.(ترجمة النص الاليه)

#### التلفزيون التجاري
كان بيلي ويست مذيع لبرنامج مشهور في ذلك الوقت وهو الأحجار والتي امتدت حلقاته من سنة 1999 إلى 2001. كما كان بيلي ويست وجه أعلاني لقناة الكوميديا قبل ان تصبح بشكل رسمي مركز للكوميديا. قام بيلي ويست بالتمثيل الصوتي لشخصيات مشهوره ومتعددة ومختلفة في الأعلانات التلفزيونيه. وكذلك كان له دوركبير في اغلب المجالات فمنها مايلي:
- شخصية الأحمر، ذا بلاين، حليب بالشوكولاته سنة 1996 بعد جون لوفيتز ديبارتشر من ذا رول في سنة 1996
- بزز، شخصية بزز ذا هوني نت بيي لهوني نت تشيروز.
- شخصية ان الين لبينتيوم4
- شخصية بوب آي لمنيت ماد.
- شخصية بايب رث، مايكي قولدمال، بروس لي لبرسك ايسد تي. ومن أعمال بيلي ويست قام بتمثيل صوتي في إعلان لممثل في أحد أفلام سباق السرعة في اواخر سنة 1990 لفولكس. فقد احدث شيئا لم يحدثه احدا من قبل على جودة تمثيله الصوتي. لان المنتجين التجاريين لم يستطيعوا تحديد الصوت الاصلي للمتسابق «بيتر فرنانديز» لكفائة اداء بيلي ويست. ومع ذلك استطاعوا المنتجينمن تحديد الصوت الاصلي لكورين اور وتراكسي وسبريتل من الصوت المقلد. ففي نهايه الأمر استطاعوا المنتجين تمييز صوت بيلي ويست والصوت الاصلي للممثل.

### الإنترنت
قام بيلي ويست بالتمثيل الصوتي أيضا لشخصية اريك كابلان المنتج من كلية الأموات الأحياء، كما قدم تمثيلاً صوتيا لشخصيتين في التوفو والأموات الأحياء النباتيه. وبالإضافة إلى ذلك، ظهر بيلي ويست على شاشه التلفزيون كالمستشار الإرشادي وبودكاست كين ريد في شهر يناير 30من عام 2015. وقد بثت الحلقة على الهواء مباشرة في وسط المدينة في لوس انجلوس الامريكيه أثناء الاحتفال السنوي الثالث للشغب في مهرجان الكوميديا. بدأ بيلي ويست برنامج بودكاست في شهر يوليو، بعد الكثير من توصيات من الجماهير على ان يقوم بيلي ويست بالبث وبالقيام بالاداء. ويضم بيلي ويست العديد من الشخصيات المختلفه والمتعدده لكل حلقه بشكل مستقر ومنفصل مثل أغنية هدم واغنيه بيلي النذل واخيرا أغنية هواة الإنسان وقد أصبح بيلي ويست ضيف خاص في حلقه من مسلسل جيم غوميز.

### الأفلام
من ابرز أعمال بيلي ويست كانت في عام 1996 في فيلم سبيس جام والذي قدم فيه بيلي ويست بتمثيل صوت بق بوني وصوت إلمر فاد. كما كرر بيلي ويست دورالبق ودور فاد في فيلم لوني تونز للأفلام الروائيه الطويله. وعاد فاد في صدر المسرحيه للوني تونز مره أخرى في العمل. في عام 1998. تألق بيلي ويست في فيلم سكوبي دو في جزيرة الأموات الأحياء واصبح الشخصية الثانويه لهذا الفيلم. كما كان بيلي ويست أحد كبار المتنافسين ليحل محل قاسم بعد تقاعده في عام 2009. ومن المؤسف ان بيلي ويست خسر دوره في ماثيو لارد. قدم بيلي ويست اصوات اضافيه في أفلام متعدده كما فعل في فلم الديناصور من سلسله أفلام ديزني في سنة 2000. اعرب بيلي ويست الطابع الكلاسيكي لشخصيه بوباي في فلم الذكرى ال75 لرحله بوباي في سنة 2004 : واصبح لهذا الفيلم بصمه في كتاب الهزلي لمارك هاميل لدى بيلي ويست مم جعله أكثر نجاحاً واحترافية في مواهب التمثيل الصوتي. كما ظهر بيلي ويست أيضا في حجاب في غارفيلد: الفلم. وقد ضم بيلي ويست أفلاماً تتضمن مواهبه الصوتيه المتعددة كالشقة جوي والقطط والكلاب والزيتون والرنة الأخرى وتي ام ان تي والفيلم عائله فخور وتوم وجيري وأفلام أخرى عرضت مباشرة.

### الموسيقى
هو عازف للجيتار وكاتب كلمات الاغاني مع فرقه تسمى بيلي ويست وفرقه المستشارين الحزينون. اصدر أول البوم له وهو «البوم مي بود». كما عرف كعازف للجيتار لفرقه روي اربيسن وفرقه بريان ويلسون. في عام 1982, كان مرشد غنائي ويعمل كممثل لميلك لوف ولحن بيتش بويز و«انوذر كاب سمر ذس يير» بواسطه استيديو الفرقة روتي 28 والتي كتبت وانتجت بواسطه اريك ليندغرين على علامه الفن. فقد تعاون بيلي ويست مع ديبورا هاري ولوس انلوبوس. وكان لدى بيلي ويست ادوار كثيره ومختلفه مناسبه مع برايان ويلسون بما في ذلك الجيتار المنفرد على لحن بيتش بويز «نفعل ذلك مره أخرى» على برنامج ليت مع ديفيد ليترمان في منتصف عام 1990. كما كانت حلقه مسلسل فيوتشرما «المقترح اللا نهائي» يمتاز بمساره، «اسكت واحبني» والذي كتب واحدث دور من قبل بيلي ويست وجريج ليون تحت اسم بكاء فطر.

### التلفزيونيه
قد دعم بيلي ويست اصوات شخصيات مختلفه ومتعدده على برنامج الراديو تشارلز لاكودارد الفراش الكبير على اذاعه وبسون بوسطن الامريكيه في سنة 1980. ويصنف بيلي ويست من نصف الاشخاص الحائزين على جائزة فريق الإنتاج عام 1980-1986 على اذعة وبسون في بوسطن. قدم بيلي ويست في اوائل عام 1989 حتى نهايه عام 1995 اصوات شخصيات مختلفه ومتعدده بشكل جيد مثل: جيم باكوس، لوسيل بول، ريمون بار، جوني كارسون، جوني كوكران، كوني تشونغ جين كورتين، سامي ديفيس جونيور، دوريس يوم، لويس «الأحمر» دويتش، ديفيد داينكس، ميا فارو، لاري الجميلة، بيت فورناتال، فرانك جيفورد، كاثي لي جيفورد، رودولف جولياني، مارك جودارد، بوبكات غولدثويت، وقريس مان، جوناثان هاريس (كما الدكتور زاكاري سميث)، يونا هلمسلي، ايفاندر هوليفيلد، شيمب هوارد، انس إيتو، إلتون جون، دون نوتس، جاي لينو، نيلسون مانديلا، جاكي مارتلنق (مثل دمية جاكي)، إد مكماهون، آل مايكلز، بيل مامي (كما ويل روبنسون)، الكاردينال أوكونور، موري بوفتش، سون يي بريفان، زبدة نباتية شوت، فرانك سيناترا، راي ستيرن (الأم هوارد ستيرن)، جورج تاكي، جو والش، وروبن وليامز حتى ترك ذلك في نهاية المطاف واقتصره على المال لاهدافه الشخصية. كما كان بيلي ويست مساهما في بعض الأحيان لبرنامج آدم كارولا، كما انضم أيضا للنقابة الصباحية الأذاعية لتي حلت محل عرذ ستيرن على أذاعة سي بي اس في لوس انجلوس الامريكيه. كما كان في يوم 10 من فبراير عام 2007 , كما قام هوارد ستيرن بأثر رجعي من أعمال بيلي ويست في المعرض. قام بيلي ويست باول تمثيل له لأذاعة الراديو في اوائل 1 نوفمبر 1995. وفي يونيو 2009 بدا ظهوربيلي ويست على قناة الراديو في جاكي مارتلن وستيرن هوارد 101.

### ألعاب الفيديو
لدى بيلي ويست مواهب كثيرة ومتعددة أيضا في العاب الفيديو فلم تقتصر على المسلسلات والأفلام. من ابرز تعريبات بيلي ويست لألعاب الفيديو كانت باغز باني، وألمر فاد في العديد من لوني تونز لألعاب الفيديو. من شخصيات ألعاب الفيديو الأخرى التي مثلها بيلي ويست تتضمن مايلي:
- ضابط شرطه بحاجه إلى مساعده سريعه على الاذاعه السمعيه والتي كانت في عام 2008.
- ستايمبي في نكتوون هجوم السباقات 2007 والدكتور زوادبريج في لعبه عائله سمبسون والتي كانت في عام 2007.
- اصوات اضافيه في سبايرو: ادخال اليعسوب 2002. والتي كانت في عام 2002
- سباركس في اسطوره سبايرو: ليله خالده والتي كانت في عام2007.
- فيليب جيه فراي، أستاذ فارنسورث الدكتور زوادبريج، وزاب برانيغيان في فوتثرما والتي كانت في عام2003.
- النينجا في النينجا 2003 والتي كانت في عام.
- ناز وزمزم في تحطيم نيترو كارت والتي كانت في عام2003.
- مرفي في رايمان3 والتي كانت في عام2003.
- مرفي في ساحه رايمان. والتي في عام 2002
- ميوتلي
- بعض الاصوات في سباق داش جنون لاجهزه اكس بوكس.
- صوت الأحمر والأحمر من ام اند ام وفقد الصيغ والتي كانت عام 2000
- هامتون جاي الخنزير الصغير المغامر تووننستيان.
- بومبرمان الذرية في بومبرمان الذرية اميليو بازا في جبرائيل فارس 3: الدم من الحرام، الدم الملعون.
- باغز باني والمر فاد في باغز باني: فقدت في الوقت.
- اتوماك بوبرمان في اتوماك بوبرمان.
- حريق كراكن وتجميد بليد في سكايلاندرز: قوة المقايضة.
- سكايلاندرز: فريق الفخ وسكايلاندرز فائقه.
- الراوي في ماين كرافت: وضع القصة والتي كانت في عام2015.

## روابط خارجية
- بيلي ويست على موقع IMDb (الإنجليزية)
- بيلي ويست على موقع ميتاكريتيك (الإنجليزية)
- بيلي ويست على موقع روتن توميتوز (الإنجليزية)
- بيلي ويست على موقع قاعدة بيانات الأفلام العربية
- بيلي ويست على موقع ألو سيني (الفرنسية)
- بيلي ويست على موقع ميوزك برينز (الإنجليزية)
- بيلي ويست على موقع أول موفي (الإنجليزية)
- بيلي ويست على موقع قاعدة بيانات الأفلام السويدية (السويدية)
- بيلي ويست على موقع إن إن دي بي (الإنجليزية)
- بيلي ويست على موقع قاعدة بيانات الفيلم (الإنجليزية)